# Effry
Effry es una comuna francesa, situada en el departamento de Aisne, de la región de Alta Francia.

## Geografía
Effry está situada a orillas del río Oise, 10 km al noreste de Vervins.

## Demografía
| 638 | 606 | 526 | 392 | 402 | 403 | 364 | 333 |
| Para los censos de 1962 a 1999 la población legal corresponde a la población sin duplicidades (Fuente: INSEE [Consultar]) |     |     |     |     |     |     |     |